# Hypena elfriedae
Hypena elfriedae är en fjärilsart som beskrevs av Martin Lödl 1994. Hypena elfriedae ingår i släktet Hypena och familjen nattflyn. Inga underarter finns listade i Catalogue of Life.